# Filme pornográfico

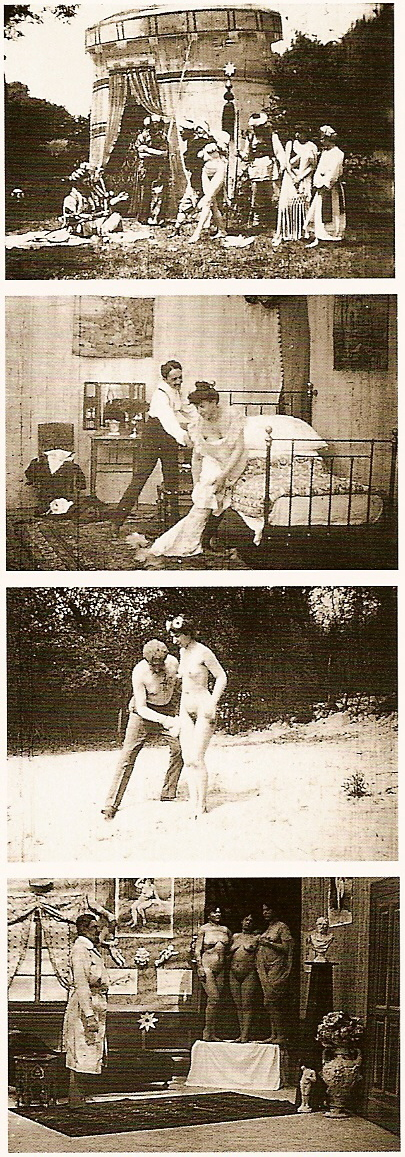
Imagens do filme austríaco Am Sklavenmarkt, de 1907.

O cinema pornográfico, também chamado de cinema pornô, é o cinema que visa ao estímulo da sexualidade humana. Apareceu junto com o cinema. É uma forma de pornografia.

## História
Os filmes pornográficos começaram a ser realizados no underground. A câmera era utilizada de modo amador e os filmes tinham distribuição limitada. De início, sua projeção era feita basicamente na casa do cliente ou em clubes privados. Atualmente, o cinema pornô é uma indústria, contando inclusive com suas próprias estrelas. Em alguns países, os cachês atingem valores significativos, muitas vezes superando o cachê de artistas razoavelmente bem-sucedidos em outras áreas do cinema.
Os filmes pornográficos existem desde a época do cinema mudo, e eram usualmente rodados em bordéis.
Em 1970, nos Estados Unidos, o cinema pornô ganhou forte impulso, graças à eliminação do Código das Produções e à instituição da classificação de filmes por faixa etária, deixando de ser um produto do submundo criminal e se constituindo numa indústria publicamente instalada. Passaram a ser exibido em cinemas próprios, conhecidos por "Salas Especiais".
Nessa época, alguns filmes entraram para a história, como Garganta Profunda (ou "Garganta Funda", como ficou conhecido em Portugal), O Garanhão Italiano, Atrás da Porta Verde e O Diabo na Carne de Miss Jones, que foi uma superprodução para a época.
A difusão dos vídeo-cassetes (ou gravadores de vídeo, como são conhecidos em Portugal), nos anos 1980, fez renascer a indústria de vídeos pornográficos, permitindo que os consumidores vissem os filmes, muito mais comodamente, no conforto da sua casa. A popularização do aparelho de vídeo e das câmeras também permitiu que os mais ousados começassem a filmar seus próprios vídeos, tornando corriqueiro o filme pornô amador (que encontra muitos adeptos atualmente).
Com o advento do DVD e da internet, a produção de vídeos pornôs ficou mais fácil ainda, embora industrialmente esteja concentrada em algumas empresas.
Nos filmes dos anos 1990 e 2000, o sexo é mostrado de forma geral, não demonstrando-se afeto entre os atores. Basicamente, os filmes dessas décadas não têm história: os dois atores se encontram em alguma situação e começam a fazer sexo. A maioria também tem uma sequência comum: oral, vaginal, anal e ejaculação (na maioria das vezes, no rosto da parceira).

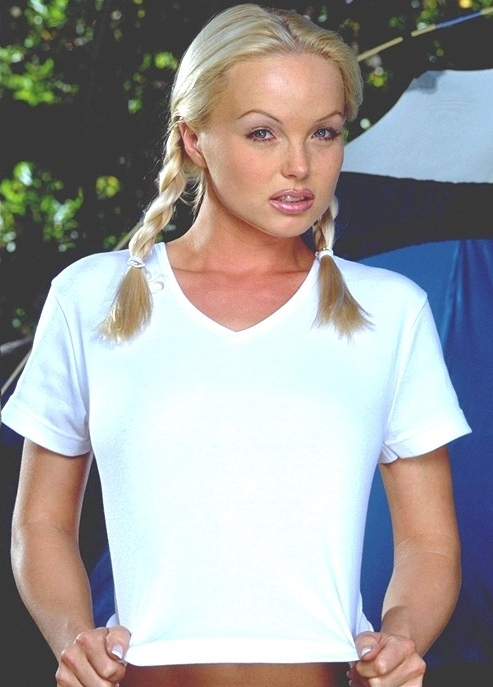
Silvia Saint, uma das mais famosas atrizes pornôs do mundo.

## Cinema pornográfico por país

### Brasil
O cinema pornô vem crescendo principalmente após a boa recepção dos filmes protagonizados pelo ator Alexandre Frota e pela atriz Rita Cadillac. Antigamente, eram muito comuns as pornochanchadas, que mostravam um sexo menos explícito e alguma história central.
Muitas estrelas consagradas já participaram de pornochanchadas para ganhar fama. Atualmente, o pornô brasileiro vem crescendo devido à ação da produtora americana Evil Angel, de John Stagliano (Buttman), que iniciou fazendo produções americanas no Brasil e acabou lançando astros e estrelas brasileiras (Lana Starck, Fábio Scorpion, Juliana Pires, Monica Mattos). No Brasil, destacam-se as produtoras Brasileirinhas e Sexxxy.

### Portugal
Em Portugal, o cinema pornográfico teve algum desenvolvimento depois do 25 de Abril, quando se começaram a fazer produções cinematográficas comerciais. No entanto, entrou em declínio na última década e apenas nos últimos dois anos voltou a haver alguma produção de qualidade.

### Estados Unidos

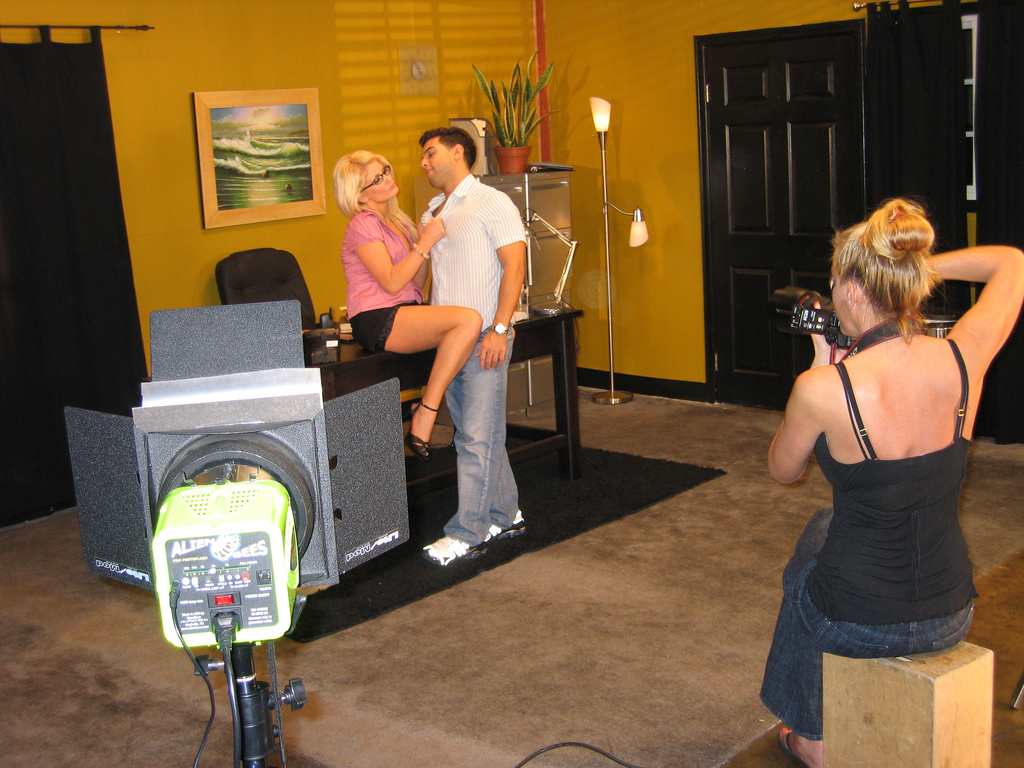
Set de filmagem de um filme pornô nos Estados Unidos.

Apesar de haver muito puritanismo por parte de algumas pessoas daquele país, os filmes pornográficos começaram ganhar destaque na década de 1970, quando foi instituída a classificação dos filmes por faixa etária, criando estrelas como Linda Lovelace (de Garganta Profunda).
Vários estúdios que se dedicam ao "entretenimento adulto" foram criados desde então. A grande maioria deles fica em Porno Valley, nos arredores da cidade de Los Angeles (que é o maior centro de produção de filmes pornográficos do mundo).
Muitos atores e atrizes acabam se tornando famosos e acabam mudando de carreira depois de algum tempo. É, de longe, o país que mais movimenta dinheiro nesse ramo e onde se encontra uma das melhores estruturas de segurança para a saúde dos atores e atrizes. Os Estados Unidos atraem as melhores e mais atraentes atrizes pornôs do mundo, que vão em busca de fama e altos salários, principalmente atrizes do Leste Europeu. Também é o país onde nasceu o tipo de pornô Gonzo.

### Rússia
Considerado o país com as mais belas atrizes pornôs do mundo, também é famoso pelas atrizes cobrarem barato e não terem pudor. A grande maioria da pornografia produzida nesse país é para exportação.

## AIDS e os filmes
Com o surgimento da AIDS nos anos 1980, um grande número de atores tornou-se soropositivos, e como na época não era obrigatório o exame de HIV, a proliferação foi enorme, e um grande número de mortes no meio aconteceu. Atualmente, cada ator é obrigado a fazer no mínimo um exame de HIV por mês. Sem isso, eles não podem fazer filmes profissionais. Alguns países, como o Brasil, exigem o uso da camisinha nos filmes, mas há empresas que dizem que isso faz com que a venda de filmes caia.
O cinema pornô americano e o europeu atingiram, no início do século XXI, índices de contaminação quase nulos, chegando a períodos de anos sem relatos de contaminação em filmes das grandes produtoras.

## Salas de cinemas pornôs
Existem muitas salas de cinema dedicadas aos filmes pornográficos, sendo comuns as salas dedicadas ao gênero pornô gay. Por vezes, os telespectadores tanto de filmes héteros quanto de filmes gays chegam a se masturbar ou até mesmo a praticar sexo dentro da sala de exibição.

## Festivais de cinema pornográfico
Existem vários festivais de cinema dedicados ao gênero, como por exemplo o Festival PopPorn (São Paulo) ou o Porn Film Festival de Berlim, ambos com ênfase em pornografia feminista e queer.